# Zábiedovo
Zábiedovo este o comună slovacă, aflată în districtul Tvrdošín din regiunea Žilina. Localitatea se află la altitudinea de 670 m deasupra n.m., se întinde pe o suprafață de 17,97 km2 și în 2017 număra 858 de locuitori.

## Istoric
Localitatea Zábiedovo este atestată documentar din 1567.

## Demografie
| An:                | 1994 | 2004   | 2014   | 2024    |
| ------------------ | ---- | ------ | ------ | ------- |
| Număr de persoane: | 743  | 786    | 825    | 978     |
| Diferență:         |      | +5,78% | +4,96% | +18,54% |

| An:                | 2023 | 2024   |
| ------------------ | ---- | ------ |
| Număr de persoane: | 952  | 978    |
| Diferență:         |      | +2,73% |